# Batalla de Polvoraria
La batalla de Polvoraria (también conocida como batalla de Polvorosa) fue una batalla librada entre las tropas de Alfonso III y un contingente de soldados musulmanes enviados por el emir Muhammad. Tuvo lugar en el año 878 a orillas del río Órbigo —en el norte de la actual provincia de Zamora— y se saldó con victoria de las tropas cristianas.

## Contexto
El nombre de la batalla, Polvoraria, proviene del nombre del territorio en el que acaeció y que, a su vez, deriva del nombre del castro que entre Mózar y Milles de la Polvorosa (posiblemente el ahora conocido como castro de la Magdalena) jerarquizó el territorio delimitado por la desembocadura de los ríos Tera y Órbigo, y cuya existencia se fosilizó en la toponimia actual como Polvorosa. Otros autores, sin embargo, opinan que el nombre de la batalla se debió a que se produjo en unas condiciones de fuerte viento, que parece ser levantaría una gran polvareda durante el enfrentamiento.
Se desarrolló en un contexto en el que el río Duero era la frontera divisoria entre los reinos musulmán y cristiano y en un tiempo en que Almondhir intentaba conquistar la ciudad fortificada de Zamora. El emirato de Córdoba había dispuesto dos ejércitos, ambos derrotados por las tropas cristianas, uno reunido en Córdoba y derrotado en la susodicha batalla de Polvoraria y el otro, reunido en Toledo y derrotado en los campos de Valdemora —o valle del Niora—, junto con los restos del primer ejército. En esta segunda batalla las tropas asturianas estarían supuestamente comandadas por Bernardo de Carpio y según la tradición sólo sobrevivieron diez musulmanes, que se escondieron entre los cadáveres de sus compañeros fingiendo estar muertos. Tras las victorias cristianas se firmaría una tregua de tres años, durante la cual se tendría prohibido la repoblación y fortificación de nuevas plazas, que sería incumplida por el rey Alfonso. Con el tiempo el resultado de estas batallas devendría en la repoblación y control del valle del Duero por las huestes cristianas.

«Aún más: el casual encuentro junto al sitio nominado Polvoraria, sobre el rio Orbigo, causa el quebranto de la morisma, que pierde más de quince mil soldados.»
El romancero de los once Alfonsos,Velasco Ayllón, 1863, p. 37

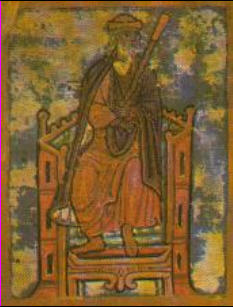
Alfonso III participó en la batalla.

Según la historiografía árabe, Ibn al-Athir menciona una expedición en el año 878 en dirección a León, que terminaría desembocando en una batalla con pérdidas importantes por parte de ambos bandos. Ibn Idhari afirma por otra parte que esta expedición se aproximaría desde la ciudad de Coímbra y que devino en un éxito absoluto, sin mención de batalla alguna.

## Desarrollo de la batalla
Las tropas musulmanas, tras cruzar el puente de Deustamben —construido en aquel entonces sobre el río Esla, cerca de la actual localidad de Arcos de la Polvorosa— continuarían por la margen derecha del río Órbigo camino de Astorga. Estas caerían en una emboscada de Alfonso III cerca del monte de Socastro, en un ataque que desembocaría en una sonada derrota de los moros, según el historiador Sánchez-Albornoz. Crónicas posteriores magnificarían las bajas entre las filas musulmanas, citándose incluso 12 000-13 000 muertos.